# Donat Blum
Donat Blum (* 1986 in Schaffhausen) ist eine Schweizer schriftstellerisch und queer-feministisch sowie -aktivistisch tätige Person.

## Leben
Blum studierte an der Universität Bern Interreligiöse Studien und von 2011 bis 2015 am Schweizerischen Literaturinstitut in Biel sowie am Deutschen Literaturinstitut Leipzig (DLL) Literarisches Schreiben. Blum war Co-Präsident des Filmfestivals Queersicht und ist Initiator sowie Mitherausgeber der ersten queeren Literaturzeitschrift des deutschsprachigen Raums Glitter – Die Gala der Literaturzeitschriften. 2016 war Blum Stipendiat der Autorenwerkstatt Prosa am Literarischen Colloquium Berlin (LCB). 2018 erschien der Debüt-Roman Opoe bei Ullstein Verlag.
Donat Blum veranstaltet die Werkstattgespräche «Teppich» im Literaturhaus Zürich sowie initiierte und moderiert die literarischen Diskussions- und Netzwerkveranstaltungen «Skriptor» an den Solothurner Literaturtagen. Blum war an der Gründung von PEN Berlin beteiligt, trat aber bereits im Dezember 2024 nach einem Konflikt über eine Resolution zum Garakrieg wieder aus.
Blum akzeptiert für sich männliche Pronomen, verwendet selbst aber das sogenannte Neopronomen ens.

## Kontroverse um AnthologieOh Boy(2023)
2023 hatte Blum zusammen mit Valentin Moritz das Debattenbuch Oh Boy – Männlichkeit*en heute im Kanon Verlag herausgegeben, welches nach feministisch motivierten Protesten in Bezug eines Beitrags von Valentin Moritz zurückgezogen wurde. Über die Angelegenheit wurde in diversen Medien berichtet. Unter anderen schrieb Fatma Aydemir im Guardian darüber. Die Kritik richtete sich in Teilen auch direkt an Blums Verhalten als Mitherausgeber. Frankfurter Rundschau, Neues Deutschland und TAZ hoben hervor, wie vehement Blum die Publikation von Valentin Moritz’ umstrittenem Textbeitrag verteidigt habe, obwohl bereits einige Wochen öffentlich dagegen protestiert wurde. In einem Interview mit der Journalistin Nora Zukker sagte Blum: „Das Instagram-Gericht hat aufgrund einer anonymen Quelle geurteilt.“ Das Online-Magazin Das Lamm bezeichnete Blums Aussagen als „dreiste Täter-Opfer-Umkehr“ und schrieb: „Blum wurde in den letzten Wochen zu einem besonders enthemmten Beispiel für den kritisch-männlichen Umgang mit feministischer Kritik.“ Zuspruch bekam Blum vom Cicero. Dass weder Blum noch Moritz zu einer Veranstaltung des Internationalen Literaturfestivals Berlin zur Anthologie eingeladen waren, wurde von Deniz Yücel in der Welt kritisiert. Ein erstes umfassendes Bild zeichnete eine ausführliche Recherche von Nadine Brügger, die fast ein Jahr später am 3. Juli 2024 in der NZZ erschien. Darin gibt Valentin Moritz an, dass er gegenüber der Frau hinter den Vorwürfen weder "Zwang noch Gewalt" ausgeübt habe. Es wird aufgezeigt, wie die Vorwürfe gegen Blum, das Buch und Valentin Moritz insbesondere in den sozialen Medien teilweise gezielt aufgebauscht und am Buch Beteiligte unter Druck gesetzt wurden. In ihren Beurteilungen und Analysen beriefen sich auch etablierte Medienhäuser ausschliesslich auf zwei ungeprüfte anonyme Quellen, die beide auf die Frau hinter den Vorwürfen zurückzuführen sind: Ein Artikel auf RBB24.de, der nachträglich ohne Kenntlichmachung abgeändert wurde, sowie das ebenfalls anonym und vage gehaltene "Statement der Betroffenen", das am Anfang des Shitstorms stand. Blum bezifferte in dem Artikel den finanziellen Schaden, der ihm durch die Kampagne gegen das Buch und seine Person neben der psychischen Belastung entstanden ist, "auf rund einen Drittel des eigenen kleinen Jahreseinkommens". Und gibt an, dass Anfragen für Lesungen oder andere Engagements seither ausgeblieben seien.

## Werke
Donat Blums Werke umfassen einen Roman, Kurzgeschichten, Essays und Reportagen. Das Manuskript zum Debüt-Roman Opoe wurde im Jahre 2015 von Stadt und Kanton Schaffhausen mit einem Förderbetrag unterstützt. 2016 wurde Blum mit dem Text in die Autorenwerkstatt Prosa des Literarischen Colloquiums Berlin eingeladen.

### Eigenständige Veröffentlichungen
- Opoe (Roman). Ullstein fünf, Berlin 2018, ISBN 978-3-96101-012-7.
- Oh Boy – Männlichkeit*en heute, Berlin 2023, ISBN 978-3-98568-066-5

### Anthologien, Magazine, Literaturzeitschriften, Blogs (Auswahl)
- Die Gesellschaft stellt Fragen, also antworte ich. In: Resonanzboden Blog, Berlin 2018.[18]
- Tìn. In: Surprise, Nr. 429, Basel 2018.[19]
- Da war was. In: Thomas Geiger, Norbert Miller, Joachim Sartorius (Hrsg.): Spritz, Nr. 221, Berlin 2017.[20]
- Wie ich zum Feministen wurde. In: Merkur, Juli 2017[21]
- Was eine Seite A hat, hat auch eine Seite B. In: Büro für Problem, Jugend in Comic und Literatur, Basel 2016.[22]
- Religiös? In: Fabrikzeitung, Zürich 2014.[23]